# William Alonso
Pour les articles homonymes, voir Alonso.
William Alonso, né le 29 janvier 1933 à Buenos Aires (Argentine), mort le 11 février 1999 à Boston.

## Biographie
Après avoir suivi une formation en architecture et en urbanisme à Harvard, il décide de poursuivre ses études à l'université de Pennsylvanie où il devient en 1959 le premier étudiant diplômé d'une thèse en science régionale sous la direction de Walter Isard.
En 1964, il publie Location and land use, tiré de sa thèse de 1959, dans lequel il définit une approche modélisée de la formation de la rente foncière en milieu urbain. Son modèle deviendra l'un des piliers de l'économie urbaine à partir des années 1970.
Directeur du Center for Population Studies de l'université Harvard à partir de 1976, il devient 'Richard Saltonstall' professeur de politique des populations deux ans plus tard. Sa recherche s'est focalisée sur les changements démographiques en particulier dans les régions très fortement urbanisées. Il a ainsi développé un modèle mathématique mettant en lien migration et évolution de la distribution de la population.